# 金文光
金文光（16世紀—17世紀），字朴只，南直隸池州府石埭縣一都（或八九都）人，明朝軍事人物。

## 生平
金文光是萬曆三十一年（1603年）的武舉人，次年（1604年）聯捷武進士，擔任建陽衛鎮撫，三十三年（1605年）陞成都壩底守備，以功擢官福建都指揮使左游擊，任內緩帶輕裘，飲酒賦詩而不疏於訓練，因父親逝世請求守制回鄉。
服闋後，金文光在崇禎初年得鄒維璉推薦，起用為江西南贛參將，當時九連洞流寇肆虐，入侵閩福建、湖廣、浙江、江西，討平後江西人建祠為他頌德，很快朝廷擢任他為總兵，他卻不赴任歸里，在古一山結廬與朋友講學，七十二歲去世，有著作流傳。

## 引用
1. 1 2  康熙《石埭縣志·卷七·人物志》：金文光，字朴只，生而志意軒昂，雖習武而沉酣六經及百家言，登萬歷甲辰榜，除成都守備，尋以功擢福建都指揮使左使，在官緩帶輕裘，飲酒賦詩而訓練不廢嗣；丁父艱，國法武不得宅憂，公固請守制，人以此賢之。服闋，崇禎初都諫鄒公維璉力疏，起公授江西南贛參將，時屬境九連洞積寇，流毒閩廣江浙間，公討平之，贛人建祠頌德；旋陞總戎，不赴歸里，結廬古一山與同志講學不輟，七十有二卒，多雜著。
2. ↑  康熙《石埭縣志·卷六·選舉志》：武甲 明……金文光，字朴只，一都人，中萬歷甲辰科進士，仕至南贛參將，以平九連洞寇功擢授總戎，不赴……武舉 明……金文光，八九都人，中萬歷癸卯科
3. ↑  《明神宗顯皇帝實錄·卷四百八》：（萬曆三十三年四月壬子）陞……南直隷建陽衞鎮撫金文光為壩底守備……
4. ↑  光緖《重修安徽通志·卷二百三十·人物志·武功一》：金文光，石埭人，萬歷甲辰武進士，官福建游擊，剿紅毛倭寇有功，丁父艱去位。崇禎初起為江西南贛參將，會屬境土賊踞九連洞，為寇流及閩廣，文光以其深入剿平之，贛人為立生祠。 《江南通志》、《池州府志》